# Homayoun Sanaatizadeh
Homayoun Sanaatizadeh (en persan : همایون صنعتی زاده ; né en 1925 à Téhéran et mort en 2009 à Kerman) est un écrivain et traducteur iranien.
Derrière ses écrits, il est bien connu pour ses tentatives de lutte contre la pauvreté et l'analphabétisme. Avec sa femme Shahindokht Sanaatizadeh, il fonde plusieurs sociétés iraniennes, dont une manufacture d'eau de rose à Kerman. Il est l'un des fondateurs de la branche iranienne de la maison d'édition Franklyn,.